# Michael Roiz
Michael Roiz (hebräisch מיכאל רויז; * 12. Oktober 1983 in der Sowjetunion) ist ein israelischer Schachmeister.

## Leben
Roiz hat das Schachspiel von seinem Vater mit sechs gelernt, die Familie ist drei Jahre später aus Russland nach Israel gezogen.
Roiz siegte oder belegte vordere Plätze in mehreren Turnieren: 2. Platz bei der U14 Junioreneuropameisterschaft in Tallinn (1997), 3. Platz bei dem Schawuot Masters (1997), 3. Platz beim Turnier Autumn International in Tel Aviv (1998), 1. Platz beim Turnier in Valjevo (2007) und 2. Platz beim Turnier in Lublin (2007).
Im Jahr 2000 erhielt er den Titel Internationaler Meister, seit 2003 trägt er den Großmeister-Titel. Die erforderlichen Normen erfüllte er im März 2001 bei einem Turnier in Beʾer Scheva, bei der israelischen Einzelmannschaft 2002 und in der israelischen Mannschaftsmeisterschaft 2003.
Roiz nahm zweimal am Schach-Weltpokal teil. 2005 scheiterte er in der ersten Runde an Alexander Motyljow, 2007 besiegte er in der ersten Runde Varuzhan Akobian, unterlag jedoch in der zweiten Runde Étienne Bacrot.

## Nationalmannschaft
Mit der israelischen Nationalmannschaft nahm Roiz an den Schacholympiaden 2004 und 2008 teil, dabei erreichte er 2008 in der Mannschaftswertung den zweiten Platz. Außerdem nahm er an den Mannschaftsweltmeisterschaften 2005, 2010 und 2011 und den Mannschaftseuropameisterschaften 2003, 2007, 2009 und 2011 teil. Bei der Mannschafts-EM 2003 belegte er mit der Mannschaft den zweiten Platz, 2007 gelang ihm sowohl das beste Einzelergebnis am dritten Brett als auch die drittbeste Elo-Leistung aller Teilnehmer.

## Vereine
In Israel spielt Roiz für den Beʾer Scheva Chess Club, mit dem er auch zehnmal am European Club Cup teilnahm. In der russischen Mannschaftsmeisterschaft spielte er von 2006 bis 2012 für die Mannschaft von Ekonomist-1 Saratow, mit der er 2009 und 2010 den European Club Cup gewann. In der deutschen Schachbundesliga spielte er von 2008 bis 2012 für Werder Bremen, in der österreichischen Bundesliga spielte er in der Saison 2009/10 für den SK Sparkasse Fürstenfeld. Die belgische Interclubs gewann er 2008 mit Bredene, in Spanien spielte er 2008 für Sestao Naturgas Energia XT.